# Chr. Jagd
Jens Christian Henrik Claudius Jagd (født 27. april 1821 i Fredericia, død 27. juli 1895 i København) var en dansk lærer, opfinder, kaptajn, amtsforvalter og politiker.

## Levned
Jagd gik på realskole til 1835 og var kontorist før han i 1841 tog lærereksamen fra Skårup Seminarium. Han blev lærer og i 1843 bestyrer for en realskole i Svendborg. Han stoppede som lærer da han i 1844 opfandt en roterende dampmaskine, og rejste til England på stipendiat fra H.C. Ørsted.
Jagd kom tilbage til Danmark for at kæmpe i Treårskrigen. Her oprettede han d. 26. marts 1848 et frikorps, kaldet Jagds gule Kanariefugle, som betegnedes som "Et pålideligt efteretningskommando".
Løjtnant og R.Db. 1848, premierløjtnant i 1849 og kaptajn i 1851. Såret i Slaget ved Isted 1850
Efter krigen var han fra 1852 til 1863 telegrafbestyrer i Nyborg, hvor han bl.a. forestod anlæg af telegraflinie på Fyn og i Jylland.
Initiativtager og leder af udtørringen af Sjørring Sø sydvest for Thisted, hvor han også byggede gårdene Egebaksande og Rosvang
Senere var han embedsmand i Kolding, og amtsforvalter i først Thisted og fra 1886 i København.
Gift 1. gang 18. april 1846 med Dorthea Vilhelmine Caroline Adolfine Tornøe (17 børn), søster til kunstmaleren Wenzel Tornøe, ægteskabet opløst 1873.
Gift 2. gang 26. marts 1879 med Sara Helene Bruun (5 børn)

## Politisk karriere
Jagd var medlem af Folketinget 1849-1852 valgt i Svendborg Amts 3. kreds (Svendborgkredsen). Han genopstillede ikke ved folketingsvalget 1852. Han blev valgt igen ved et suppleringsvalg i Thisted Amts 2. kreds (Thistedkredsen) i 1859, men genopstillede ikke ved folketingsvalget 1861. Han blev valgt til Folketinget i 1869 i samme kreds. Han opnåede ikke valg i 1872, men blev valgt igen i 1873. Han forblev derefter i Folketinget indtil han nedlagde sit mandat ca. fire måneder før sin død i 1895.
Jagd var tillige medlem af Rigsrådets Folketing 1864-1866.